# Escudo de la Isla Norfolk
El escudo de armas de la Isla Norfolk fue otorgado por la reina Isabel II el 20 de octubre de 1980.
En este escudo figuran, en un campo de azur cortinado de plata, dos estrellas de cinco puntas de plata situadas en el jefe. En la punta aparece representado un libro abierto delante de un monte rocoso surmontado por un pino de la Isla Norfolk de sínople.
Timbra un yelmo con burelete y lambrequines de azur surmontado por una corona naval del mismo esmalte y una cimera con forma de león de oro que porta una corona de laurel en su cuello y una copa cubierta de oro en sus garras.
Sostienen el escudo un león y un canguro en sus colores naturales que portan dos anclas de azur.
En la parte inferior del escudo de armas aparece escrito en una cinta el lema de la isla: "In as much"
(«En tanto»)
Se considera, casi con total seguridad, que el libro situado en la punta del escudo es la Biblia.